# Maximum Overload – Best Of
Maxiumum Overload – pierwsza oficjalna kompilacja zespołu Acid Drinkers, wydana we wrześniu 2002 roku przez Metal Mind. Zawiera dwadzieścia utworów z wszystkich wydanych do tej pory płyt, prócz Acidofilii. Utwory są ułożone chronologicznie według daty wydania.

## Lista utworów
1. Barmy Army
2. If... Violence (I'm sure I'm right)
3. Street Rockin'
4. Max - He Was Here Again
5. Poplin Twist
6. King Kong Bless You
7. Pizza Driver
8. Zero
9. The Joker
10. Drug Dealer
11. 24 Radical Questions
12. Slow & Stoned (Method of Yonash)
13. Walkway to Heaven
14. Human Bazooka
15. High Proof Cosmic Milk
16. Justify Me (I Was So Hungry)
17. Cops Broke My Beer
18. Superstitious Motherfucker
19. Calista
20. Oh, No! Bruno  (cover NoMeansNo)

## Twórcy
Utwory od 1 do 15 i 20: 
- Tomasz "Titus" Pukacki
- Robert "Litza" Friedrich
- Dariusz "Popcorn" Popowicz
- Maciek "Ślimak" Starosta

Utwory od 16 do 19:
- Tomasz "Titus" Pukacki
- Przemek "Perła" Wejmann
- Dariusz "Popcorn" Popowicz
- Maciek "Ślimak" Starosta